# 科納策 (北卡羅萊納州)
科納策（英語：Cornatzer）是位於美國北卡羅萊納州戴維縣的非建制地區。

## 歷史
科納策的郵局於1892年設立，其後於1932年停運。

## 地理
科納策所處的海拔為高於海平面243米（即797英呎），而該地所採用的時區為UTC-5，即北美东部时区（EST）。同時該地設有夏令時間，為UTC-5調快一小時，即UTC-4（EDT）。